# Brigitte Reid
Brigitte Reid, född 22 september 1955, är en friidrottare från Kanada. Hon deltog vid olympiska sommarspelen 1984.